# 12657 Bonch-Bruevich
12657 Bonch-Bruevich eller 1971 QO1 är en asteroid i huvudbältet som upptäcktes den 30 augusti 1971 av den ryska astronomen Tamara Smirnova vid Krims astrofysiska observatorium på Krim. Den har fått sitt namn efter den sovjetisk-ryske vetenskapsmannen Alexej Bontj-Brujevitj.
Asteroiden har en diameter på ungefär åtta kilometer och tillhör asteroidgruppen Eos.